# Mischna
Die Mischna (hebräisch מִשְׁנָה ‚Wiederholung‘) ist die erste größere Niederschrift der mündlichen Tora und als solche eine der wichtigsten Sammlungen religionsgesetzlicher Überlieferungen des Judentums, aufbauend auf der Kodifizierungsleistung der Tannaim. Die Mischna bildet die Basis des Talmud.
Sie ist das erste kanonische Werk der mündlichen Überlieferung des Judentums; sie wird auch als „Gesetzeskodex“ bezeichnet. Die Mischna stellt die wichtigste Sammlung religionsgesetzlicher Überlieferungen (Halacha) der rabbinischen Zeit dar. Sie bildet damit die Grundlage der späteren talmudischen Argumentationen (Gemarah). Redigiert wurde sie Anfang des 3. Jahrhunderts in Galiläa im Umkreis des Rabbi Jehuda ha-Nasi. Sie ist im so genannten Mischna-Hebräisch verfasst; aramäische Sätze sind darin selten.

## Begriff
Der Begriff Mischna ist ein von der hebräischen Verbwurzel שׁנה šnh, deutsch ‚wiederholen‘, abgeleitetes Substantiv. Die Bedeutung „Wiederholung“ beschreibt den Vorgang der mündlichen Weitergabe der Überlieferung. Mischna beschreibt sowohl das Werk als Ganzes („die Mischna“) als auch seine kleinsten strukturierten Einheiten (eine Mischna, mehrere Mischnajot).
Die aramäische Entsprechung bildet die Verbwurzel תנא tn’ bzw. תני tnj. Daher leitet sich die Bezeichnung Tannaiten (hebr. תַּנָּאִים tannā’îm) der Rabbinen dieser Zeit ab. Die Zeit der Entstehung der Mischna wird auch als Tannaitische Epoche bezeichnet.

## Entstehungsgeschichte
Nach orthodoxer jüdischer Auffassung hat Gott die Tora (תורה) dem Mose am Berg Sinai in zweifacher Form offenbart: zum einen als „schriftliche Tora“ תּוֹרָה שֶׁבִּכְתָב (Tora schäh-bichtaw), also in Form der fünf Bücher Mose, die den Anfang auch der christlichen Bibel bilden; zum anderen als „mündliche Tora“ תּוֹרָה שֶׁבְּעַל-פֶּה (Tora schäh-be'al-pe), die sich mit der Auslegung der schriftlichen Tora befasst. Die mündliche Tora wurde in der Folgezeit von einer jüdischen Gelehrtengeneration zunächst mündlich tradiert. Gläubige Juden gaben die mündliche Lehre Moses über die Generationen hinweg weiter. Eine Verschriftlichung fand erst zu einem späteren Zeitpunkt statt. Als dann der zweite Jerusalemer Tempel zerstört worden war (70 n. Chr.), wurde die Frage des religiösen Zusammenhaltes bedeutsamer. Es begann der Prozess der Verschriftung der ursprünglich mündlichen Lehre. Diese mündliche Lehre ist der Talmud.
Der Talmud setzt sich wiederum aus zwei Teilen zusammen: Mischna und Gemarah. Die Mischna ist der älteste Teil des Talmud und der Text im eigentlichen Sinne. Umfassend für alle Lebensbereiche, ist die Frage zentral, wie in einer Welt, die von JHWH geschaffen wurde, das Handeln der Menschen aussehen soll, so dass es das Wesen und die Absichten JHWHs repräsentiert. Die Gemarah wiederum ist die Diskussion und der Kommentar zur Mischna. Zu den einzelnen Mischna-Texten sind zwei verschiedene Gemara-Fassungen entstanden, so die „Gemara von Jerusalem“ von Argumentatoren aus den Schulen auf israelischem Gebiet sowie die „Gemara von Babylon“, in der die Vorstellungen von Rabbinen aus den Schulen von Babylon aufgeschrieben wurden.
Zur Zeit der Besetzung Judäas durch römische Truppen, insbesondere nach der Zerstörung des Jerusalemer Tempels im Jahre 70 n. Chr., erkannten die Rabbiner die Gefahr einer Zerstreuung der Juden in die Diaspora. Dementsprechend sah man die Notwendigkeit, auch diese Überlieferung schriftlich zu kodifizieren. Beteiligt waren mehrere Generationen (Zuordnung manchmal schwankend) von Rabbinern (d. h. hier: Tannaiten), so etwa
- 1. Generation: u. a. Rabbi Jochanan ben Sakkai (um 40–80)
- 2. Generation: u. a. Rabban (Patriarch) Gamaliel von Javne, Rabbi Eliezer und Rabbi Jehoschua (um 90–130)
- 3. Generation: u. a. Rabbi Akiba (um 50–135)
- 4. Generation: u. a. Rabbi Meir, Jehuda ben Ilai, Schimon ben Jochai
- 5. Generation: u. a. Rabban (Patriarch) Jehuda ha-Nasi (165–217)
- 6. Generation (Zwischenschicht zwischen Mischna und Gemara): u. a. Rabbi Schimon ben Jehuda ha-Nasi und Jehoschua ben Levi

Herausragende Bedeutung kommt dabei dem angesehenen Tora-Gelehrten Jehuda ha-Nasi zu, der aufgrund seiner einzigartigen Autorität meist nur „Rabbi“ genannt wurde.
Da während des Redaktionsprozesses bisweilen neue Erkenntnisse über die Tora-Überlieferung auftauchten, eine Revision bereits in Umlauf befindlicher Mischna-Ausgaben aber nicht opportun erschien, kursierten zeitweise zwei Versionen des Werks: eine „Mischna Rischona“ (Ältere Fassung) und eine „Mischna Acharona“ (Jüngere Fassung). Eine verbindliche Ausgabe lag schließlich um das Jahr 220 vor.
Gleichzeitig beziehungsweise kurz nach der Mischna entstand die Tosefta, eine ergänzende Sammlung von Überlieferungen und Traditionen des Judentums.

## Aufbau
Die Mischna ist in sechs „Ordnungen“ (Sedarim, סדרים) eingeteilt, diese wiederum in sieben bis zwölf Traktate (Massechtot, מסכתות). Die insgesamt 63 Traktate wiederum bestehen aus Abschnitten (Perakim) und letztlich aus einzelnen Mischnajot. Am Anfang der Mischna steht außerhalb der Ordnungen der formal der Ordnung Sera'im zugeordnete Traktat Berachot mit Segenssprüchen, Gebeten und der Gottesdienstordnung.
Die Titel der Ordnungen lauten:
- Seraʿim סֵדֶר זְרָעִים (Saaten, Samen): elf Traktate über landwirtschaftliche Abgaben an Priester, sozial Bedürftige, Fremde.
- Mo'ed סֵדֶר מוֹעֵד (Festzeiten, Festtag): zwölf Traktate über Fest- und Fasttage.
- Naschim סֵדֶר נָשִׁים (Frauen): sieben Traktate über Familienrecht.
- Nesiqin סֵדֶר נְזִיקִין (Schädigungen): zehn Traktate über Straf- und Zivil-, insbesondere Schadensersatzrecht, zusätzlich der ethische Traktat Avot.
- Qodaschim סֵדֶר קָדָשִׁים (Heilige Dinge): elf Traktate über Opferriten, Speisevorschriften u. a.
- Teharot סֵדֶר טְהָרוֹת (Reinigungen): zwölf Traktate über Reinheit/Unreinheit von Personen, Sachen und Orten.

## Charakter
Die Mischna enthält vorwiegend Bestimmungen zum jüdischen Religionsgesetz, der Halacha (הלכה). Es finden sich nur wenige erzählerische oder erbauliche Betrachtungen (Aggada, אגדה), meist am Ende eines Traktates.
Gleichwohl ist die Mischna kein Gesetzeskodex im modernen Sinne. Vielmehr ist sie eine Synthese der damals vorherrschenden Meinungen unter den Gelehrten in der Akademie und am Gerichtshof in ihrer gesamten Breite und auch Widersprüchlichkeit. So ist eine der sechs Ordnungen vollständig dem Tempeldienst gewidmet, obwohl der Jerusalemer Tempel zum Zeitpunkt des Entstehens der Mischna bereits über ein Jahrhundert in Trümmern lag. Zahlreiche Diskussionen enden scheinbar offen, wobei die rabbinische Literatur bestimmte Auslegungsregeln kennt, nach welcher Autorität im Zweifelsfalle zu entscheiden ist.
Bemerkenswert an der Mischna ist ferner die mangelnde Begründung der darin zusammengeführten Gesetze aus den heiligen Schriften des Judentums. Nach der jüdischen Tradition wurde das mündliche Gesetz gleichzeitig mit dem geschriebenen Gesetz überliefert, es wird also nicht direkt davon abgeleitet. Die Herstellung einer Verbindung zwischen den Gesetzen der Mischna und der Tora war in den folgenden Jahrhunderten ein wesentliches Betätigungsfeld von Talmud und Midrasch.

## Sprache
Die Mischna ist ganz überwiegend in einer Form des Hebräischen verfasst, die nach ihr als „mischnisches Hebräisch“ bezeichnet wird. Daneben gibt es einige aramäische Sätze, z. B. bei den Sprüchen Hillels.
Die Mischna ist in mittelhebräischer Sprache verfasst, die sich sowohl in der Grammatik als auch im Wortschatz deutlich vom klassischen Hebräisch unterscheidet. Diese sprachlichen Veränderungen sind vor dem Hintergrund zu verstehen, dass das Hebräische zur Zeit der Entstehung der Mischna bereits weitgehend durch das Aramäische als gesprochene Alltagssprache verdrängt worden war.
In der Mischna erscheinen daher zahlreiche Wörter, die im Tanach (einschließlich der Tora) nicht belegt sind, während umgekehrt viele biblische Begriffe in der Mischna nicht mehr verwendet werden. Zudem weisen viele gemeinsame Wörter eine veränderte Semantik auf, so finden sich Bedeutungsverschiebungen und Veränderungen im Wortfeld. Diese semantischen Entwicklungen lassen sich in vielen Fällen auf aramäischen Einfluss zurückführen. 
Darüber hinaus hatte auch der hellenistische Kulturraum erheblichen sprachlichen Einfluss auf die Region der Levante. In der Folgezeit traten mit der Ausbreitung des Römischen Imperiums auch lateinische Einflüsse hinzu. Entsprechend finden sich in der Mischna zahlreiche Lehnwörter aus dem Griechischen und Lateinischen, die sowohl in den alltäglichen Sprachgebrauch als auch in den juristisch-religiösen Wortschatz Eingang gefunden haben.

## Vortrag und Aussprache

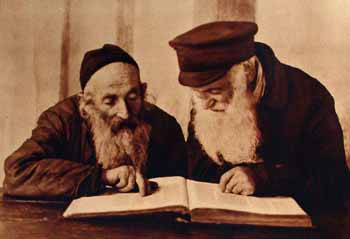
Studierende der Mischna

Die Mischna wird traditionell durch lauten Vortrag studiert. Zahlreiche mittelalterliche Mischna-Ausgaben wurden zu diesem Zwecke vokalisiert und teilweise mit Tiberischer Kantillation versehen. Vielfach haben sich in den jüdischen Gemeinden auf der ganzen Welt lokale Melodien und unterschiedliche Aussprachenormen für den Mischnavortrag erhalten.
Die meisten masoretisch vokalisierten Ausgaben der Mischna orientieren sich heute an der Aschkenasischen Standard-Vokalisierung und enthalten häufig Fehler. Die sog. Albeck-Ausgabe von Chanoch Albeck wurde von Hanoch Yalon vokalisiert, der eine sorgfältige Synthese zwischen den mittelalterlichen Manuskripten und lokalen Aussprachetraditionen der Moderne vornahm. Die Albeck-Ausgabe enthält auch einen ganzen Band über Yalons Methodologie.
Die Hebräische Universität in Jerusalem unterhält umfangreiche Archive mit Aufnahmen jüdischer Mischna-Gesänge auf der Grundlage verschiedener Melodien und Ausspracheweisen.

## Textüberlieferung

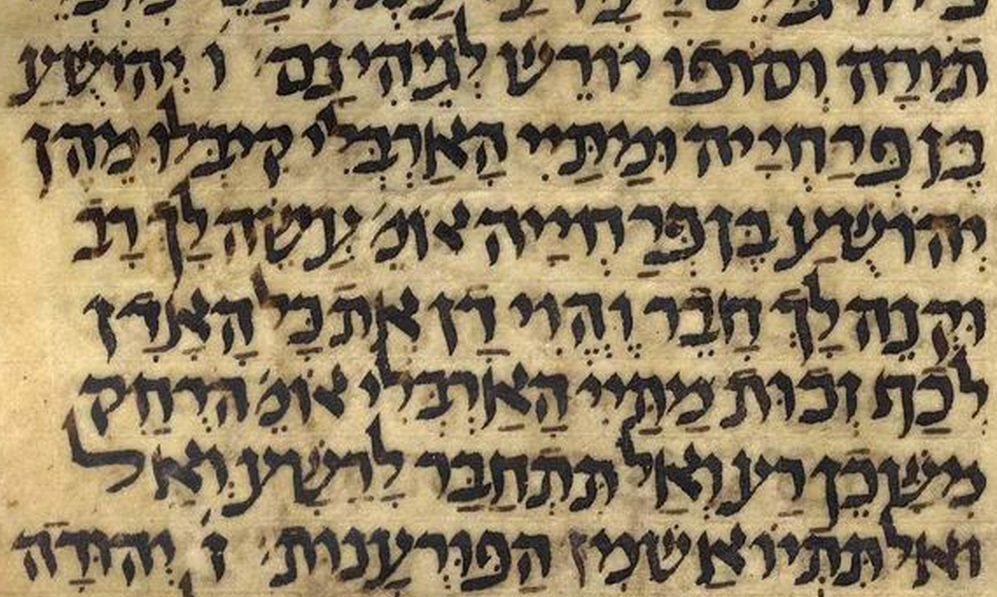
Ausschnitt aus der wichtigsten Mischna-Handschrift, dem Codex Kaufmann

Eine vollständige textkritische Ausgabe der Mischna liegt bis heute nicht vor. Alle Aussagen zu Textgestalt und -entwicklung haben daher vorläufigen Charakter. Unter dieser Voraussetzung lässt sich beobachten, dass sich die textliche Gestalt in zwei Hauptrezensionen teilt: Eine eretz-jisra'elische und eine babylonische Version. Der (Erst-)Druck Neapel 1492 ist aus verschiedenen Handschriften zusammengestellt. Alle späteren Drucke beziehen sich auf ihn, sind aber durch die christliche Zensur immer weiter verstümmelt worden. Somit kommt den erhaltenen Handschriften besondere Bedeutung zu:
- Als wichtigste Handschrift gilt der sog. Codex Kaufmann. Er stammt vermutlich aus Eretz-Jisra'el oder Italien und wurde im 10./11. Jahrhundert geschrieben. Von zweiter Hand ist zum Teil eine Punktation nachgetragen.
- Codex Parma bildete einst mit Handschrift Vatikan 31, einem Sifra-Codex, eine Einheit. Das Abfassungsjahr lässt sich aufgrund eines Kolophons auf 1073 bestimmen. Als Herkunftsland kann Eretz-Jisra'el oder Süditalien angenommen werden.
- Codex Cambridge stammt vermutlich aus dem 14./15. Jahrhundert aus dem sephardischen Bereich.

Die drei genannten Handschriften gehören der eretz-jisra'elischen Rezension an.
- Handschrift München ist die einzige vollständige Talmudhandschrift. Sie enthält einen Mischnatext, der der babylonischen Version nahesteht.
- Weiterhin gibt es einige Mischnafragmente aus der Kairoer Geniza.

## Wirkungsgeschichte

### Talmud
Die Mischna bildete die Basis für eine weitere Diskussion unter rabbinischen Gelehrten, die allerdings in Eretz-Jisra'el und der babylonischen Diaspora eine unterschiedliche Entwicklung nahm. Dementsprechend stehen am Ende auch zwei unterschiedliche Gemarot (aramäisch: גמרא Lehre, Wissenschaft), Kommentarsammlungen, die jeweils gemeinsam mit der Mischna selbst – ggf. ergänzt durch weitere Kommentare wie etwa von Raschi – heute den Jerusalemer bzw. den Babylonischen Talmud bilden.

### Spätere Kommentare
Über die in den Talmud eingegangenen Mischna-Kommentare wurde die Mischna auch sonst umfangreich kommentiert:
- Maimonides. Einer der ersten Mischnakommentare stammt aus dem Jahre 1168 und wurde von Maimonides verfasst. Da dieser sich vornehmlich an ein jüdisches Publikum im Herrschaftsbereich des Islams richtete, schrieb er seine Ausführungen in arabischer Sprache, benutzte jedoch hierzu das hebräische Alphabet. Bekannt geworden ist er nicht zuletzt durch seine vielzitierten „Einführungskapitel“, von denen das zum Traktat „Sanhedrin“ das berühmteste ist: Es enthält die dreizehn zentralen Glaubenssätze des Judentums.[6]
- Simson von Sens (1150–1230).
- Obadiah ben Abraham aus Bertinoro (um 1450–1510). Sein Kommentar knüpft an Maimonides an, greift aber auch Material aus dem Talmud auf.
- Salomo Luria (Maharshal, 1510–1573).
- Jomtow Lipmann Heller (Prag, 1579–1654).
- Gaon von Wilna, 1720–1797: Schenoth Elijahu.
- Akiba Eiger.
- Israel Lipschitz (1782–1860); Der Kommentar besteht aus den zwei Teilen Jachin und Boaz, die nach Säulen im Jerusalemer Tempel benannt sind. Wegen gelegentlicher Verweise auf moderne wissenschaftliche Erkenntnisse gilt der Kommentar als umstritten.

### Historische Mischna-Forschung
Mischna und Talmud enthalten nur selten historisch zuverlässige Angaben über die in ihnen genannten Personen. Zumindest aber lassen sich auf ihrer Grundlage biographische Abrisse der Mischna-Gelehrten selbst rekonstruieren.
Moderne Historiker richten ihr Augenmerk meist auf die Entstehungsgeschichte und -zeit der Mischna. Besondere Bedeutung kommt dabei der Frage zu, inwieweit die Redaktoren auf zeitgenössische, auf ältere oder jüngere Quellen zurückgegriffen haben. Von Interesse ist auch, inwieweit sich in den Mischna-Diskussionen Grenzziehungen theologischer wie regionaler Art vornehmen lassen und inwieweit die verschiedenen Abschnitte unterschiedlichen Schulen des antiken Judentums zuzurechnen sind. Für die genannten Fragen wurden verschiedene Lösungsansätze entwickelt:
- Teilweise wurden die Aussagen in der Mischna als historisch akkurat und unbedingt zuverlässig betrachtet. Sie seien unter dem Einfluss göttlicher Inspiration niedergeschrieben worden. Jegliche Textkritik verbiete sich daher und sei per se häretisch. Diese Auffassung wird vor allem vom Orthodoxen Judentum vertreten.

- Andere Gelehrte weisen darauf hin, dass die historischen Aussagen der Mischna zumeist kein Äquivalent in außerjüdischen Quellen finden. Über Ursprung und Autorschaft der Mischna-Vorschriften ließen sich daher keine verbindlichen Aussagen treffen. Vor diesem Hintergrund könnten auch die oben genannten Fragen nicht beantwortet werden. Vertreter dieser Ansicht sind etwa Louis Jacobs, Baruch M. Bokser, Shaye J.D. Cohen und Steven D. Fraade.

- Vermittelnde Ansichten, die der Mischna immerhin teilweise historische Aussagekraft zubilligen möchten, werden u. a. von Goodblatt, Lee Levine, David C. Kraemer, Robert Goldenberg, Saul Lieberman, David Weiss Halivni, Avraham Goldberg und Dov Zlotnick vertreten.

### Text und Übersetzungen
- David Hoffmann u. a.: Mischnajot. Die sechs Ordnungen der Mischna. Hebräischer Text mit Punktation, deutscher Übersetzung und Erklärung. Berlin 1887ff, Neuausgabe: Basel 19683) (sehr verbreitet, wenngleich etwas veraltet)
- Georg Beer, Oskar Holtzmann (Begründer): Die Mischna. Text, Übersetzung und ausführliche Erklärung mit eingehenden geschichtlichen und sprachlichen Einleitungen und textkritischen Anhängen. Gießen (später Berlin): Töpelmann (später: Berlin, New York: de Gruyter), 1912–1991 (sog. „Gießener Mischna“, unvollständig) (Digitalisate UB Frankfurt)
- Herbert Danby: The Mishna. Oxford 1933, ISBN 0-19-815402-X.
- Chanoch Albeck: The Mishnah. 6 Bde., Jerusalem, Tel Aviv 1988 (hebr.).
- Jacob Neusner: The Mishnah – A New Translation. New Haven 1991, ISBN 0-300-05022-4.
- Dietrich Correns (Übers.): Die Mischna. Das grundlegende enzyklopädische Regelwerk rabbinischer Tradition. Marix, Wiesbaden 2005, ISBN 3-86539-016-1, G. Stemberger: Rezension (RTF; 33 kB).
- The Mishnah, a new translation with commentary. Mesorah publishers, Brooklyn, New York 1982ff.
- Michael Krupp (Hrsg.): Die Mischna. Textkritische Ausgabe mit deutscher Übersetzung und Kommentar. Jerusalem 2002ff (dt. Übers. auch in: Verlag der Weltreligionen, Frankfurt/Main, 6 Bde., 2007–2017)

### Konkordanz
- Chayim Yehoshua Kasovsky: Thesaurus Mishnae. Concordantiae verborum quae in sex Mishnae ordinibus reperiuntur. 4. Bd. Jerusalem: Massadah Publishing 1956/1957/1958/1960 (erstmals erschienen 1927)
- Emil Schürer: Verzeichnis der Personennamen in der Mischna. Leipzig 1913.
- Hugo Duensing: Verzeichnis der Personennamen und der geographischen Namen in der Mischna. Stuttgart 1960

### Einleitungen
- Chanoch Albeck: Einführung in die Mischna (Studia Judaica 6). Berlin, New York 1971, ISBN 3-11-006429-4, (hebräische Originalausgabe Jerusalem 1959)
- Jakob Brüll: Mewo ha-Mischna, 1876 und 1885
- Michael Krupp: Einführung in die Mischna. Frankfurt/Main 2007. ISBN 3-458-71002-7.
- Günter Stemberger: Einleitung in Talmud und Midrasch. München 1992. ISBN 3-406-36695-3.

### Sprache
- Moses H. Segal: A Grammar of Mishnaic Hebrew. Oxford 1927 (diverse Nachdrucke).
- Hanoch Yalon: Introduction to the Vocalization of the Mishna. Jerusalem 1964.
- Miguel Pérez Fernández: An Introductory Grammar of Rabbinic Hebrew. (Transl. John Elwolde), Leiden, New York, Köln 1997.